# Acanthogonatus francki
Acanthogonatus francki is een spinnensoort in de taxonomische indeling van de bruine klapdeurspinnen (Nemesiidae).
Acanthogonatus francki werd in 1880 beschreven door Karsch.